# 10Rワイナリー
10Rワイナリー（トアール・ワイナリー、英称:10R winery）は、北海道岩見沢市にあるワインメーカー。

## 概要
アメリカ出身で栃木県の「ココ・ファーム・ワイナリー」の醸造技術者を務めていたブルース・ガットラヴが、自家栽培のブドウや北海道の契約農家のブドウを原料とした受託醸造所（カスタムクラッシュワイナリー）として運営するワイナリー。醸造所を持たない醸造経験のないブドウ栽培農家（ヴィンヤード）に醸造の場を提供して、高品質のブドウを栽培し、それを他所にはないワインに造り上げる形とし、複数の生産者が同じ場所で同時期に協力し合いワインの醸造作業を行っている。北海道のブドウが原料という点では共通しているが、畑の場所も違い栽培哲学も製造技術も違う、ワイン造りを通じて生産者の自己表現の場となっている。「10R」とは、「さまざまな人がワインを造る場」という意味が込められており、「とある」の意味を兼ねた当て字である。

## 沿革
ブルースは、1961年（昭和36年）アメリカ、ニューヨーク州ロングアイランドに生まれ、父は東ヨーロッパ系の移民、母はイタリア系、ニューヨーク州立大学で植物生理学を学んだ。専門は微生物学だったが、医学、社会学、美術、生理学と専門を変えた。その頃、同時に「ワイン入門コース」を受講したのを契機にワインに興味を持ち始めた。ワインの世界に魅力を感じ、ワインバーでソムリエとして働き、ワインのトップ市場でもあるニューヨークを訪れ、セミナーやテイスティングなどに参加した。1982年（昭和57年）醸造を学ぼうとカリフォルニア大学デービス校大学院の醸造学科に入学し、 1985年（昭和60年）卒業後はワインコンサルタント会社に入社してワイナリーを担当した。
ある時、ブルースの大学院時代の同級生から相談を受けた、同級生はブドウの栽培農家だったため、栃木県のワイナリー「ココ・ファーム・ワイナリー」が、ワイン醸造用のブドウを購入するためカリフォルニアを訪れていた。そうした縁で、ココ・ファームの母体である「こころみ学園」の園長・川田昇から、「ココ・ファームのワインの感想を聞かせて欲しい」と依頼された。さらに、「ワイン造りの技術者を迎え入れたい」と打診された。ブルースはコンサルタント会社と相談し、長期休業とした上で1989年（平成元年）に初来日。
ブルースがココ・ファームに就いて決めた基本方針は、「完熟したブドウを摘み取る」、「ブドウの選果を丁寧に行う」、「良質なブドウは別に仕込む」、「醸造設備は全て清潔を保つ」、「清澄剤や補糖は最低限にする」であった。西洋のワインの主流は辛口である、だが当時の日本のワインは甘口が主流だった、リキュールではないかと思った程である。ブルースが就任した初年度は、醸造されたワインは一気に辛口になった。そしてワインを販売したら、「酸っぱくて不味い」と顧客からクレームが入った。
園長の川田は、「障害者が栽培するブドウであっても、本物のワインを造りたい」との信念を持っていた、そのことは当時、最先端のワイン造りを目指すことでもあった。ブルースは最初、1年で帰る予定だった、園生が一生懸命にブドウ栽培を行っているのに、このままでは帰れないとコンサルタント会社に相談したら、「戻って来なくてよい」といわれ、ブルースは醸造責任者として働いた。それから間もなくして、ブルースは日本への移住を決意した。その決心となったのは、園長の川田が話す時に誰もが耳を傾けて熱心に聞いている光景に感動を受けたからであった。もう一つは、知的障害を持つ園生と一緒に働くことが楽しいと感じたからであった。
1991年（平成3年）に、当時は野生酵母のみでワインを造るのは皆無だったが、野生酵母だけで「甲州」の発酵に挑戦し、さらに、無濾過や亜硫酸を使わない醸造を取り入れた。2000年（平成12年）九州・沖縄サミットの晩餐会にココ・ファームのワインが採用され、各国首脳が味わった。その後、ブルースに葛藤が生じていた、ブルースは自身の理想のワインを造るのには、独立しかないと考えるようになった。ブドウの栽培に適した土地の条件は、「収量が多いこと」、「ブドウが病気になりにくいこと」である。北海道は雨が少なく、湿度が低いのでカビがつきにくい、そして、「おいしいワインができること」である。ルースは日本のワイナリーで働いて分かったのは、化学農薬を使うと土地が痩せて、何処で造っても似たワインになることを知った。自社の畑では化学農薬はなるべく使わないように努め、添加物を減らして自然な味わいを目指している。
2003年（平成15年）からワイナリー用地を探し始めた、最初はフランスとイタリアが候補に上がっていたが、ココ・ファームで北海道のブドウを原料にワインを醸造する中で体験したのは、余市町で栽培された「ケルナー」という品種のワインが気に入った、良いブドウが採れることが分かっていたのである、自身で描く理想のワインが造れるのではと考えるようになった。2009年（平成21年）北海道岩見沢市栗沢町に移り住んだ。空知地方はロングアイランドに似ていて、内陸にあるため寒さも厳しく昼夜の温度差も激しく酸とミネラルが表れ、この地域のブドウ農家は低農薬栽培のワイナリーが多い特徴がある。10Rワイナリーで育った生産者が大勢巣立っていっている、ブルースからワイン造りを学んだ生産者は「ブルース・チルドレン」と呼ぶ者もいる。
会沢高圧コンクリート（小牧市）と10Rワイナリー、98WINEs（⼭梨県甲州市）、Terre de ciel（⻑野県⼩諸市）は、コンクリート製ワインタンクの製造に向けた実証実験を、2022年（令和4年）秋から始め2024年（令和6年）1月を目途に検証する。コンクリート製とステンレス製の500リットル入りワインタンクで比較する。コンクリート製の長所は、通気性が良い、断熱性が高い、デザインの自由度が高い、短所は維持管理注意が必要、重量が重いなどだが、微細な穴がるコンクリートは空気に触れ熟成を促す効果がある。欧州ではワイン醸造用タンクのコンクリート製の動きが出始めている。

### 年譜
- 1961年（昭和36年） - ブルース ニューヨーク州ロングアイランドに生まれる[4]
- 年月不詳 - ブルース ニューヨーク州立大学で植物生理学を学ぶ[4]
- 1982年（昭和57年） - ブルース カリフォルニア大学デービス校醸造学科に入学[4]
- 1985年（昭和60年） - ブルース カリフォルニア大デービス校大学院を修了後、ワイナリーで醸造コンサルタントとして勤務[3]
- 1989年（平成元年） - ブルース 初来日する[4]
- 1991年（平成3年） - 野生酵母だけで甲州の発酵に挑戦する[4]
- 2000年（平成12年） - 九州・沖縄サミットの晩餐会にココ・ファームのワインが採用される[4]
- 2003年（平成15年） - 理想のワインを造るため土地を探し始める[4]
- 2009年（平成21年） - 独立して北海道岩見沢市栗沢町に移住する[4]
- 2012年（平成24年） - 日本初のカスタムクラッシュワイナリー（受託醸造所）として[8]「10R（とあーる）ワイナリー」を設立[4]
- 2015年（平成27年） - 全房発酵に挑戦した[4]
- 2018年（平成30年）9月13日 - 岩見沢農業高校食品科学科でブルースが特別講義[9]
- 2022年（令和4年）秋 - コンクリート製醸造用タンクの実証実験を開始する[7]
- 2023年（令和5年）4月15日 - G7広島サミットの歓迎会で木村農園のブドウで醸造したワインが提供された[10]

## ブルース・ガットラヴに影響を受けた醸造家
- 曽我貴彦（ドメーヌ・タカヒコ）　ココ・ファームで醸造責任者をしていたブルース・ガットラヴと出逢い、ぶどう栽培の担当者を探していると聞き、働くことを決意。「ブルースは、アメリカのぶどう栽培やワイン造りに対して、まだ当時の日本人生産者が知らないさまざまな情報を持っていた。彼も教師的な人で、質問すると”good question”と満面の笑みで嫌な顔もせず何時間もディスカッションしてくれた。」[11]
- 桒原一斗（Terre de ciel）　2004年にココ・ファームへ就職、その当時、ココ・ファームにはブルース・ガットラヴや曽我貴彦など、現在の日本ワインシーンを牽引する先達が在籍しており、気候風土への理解と敬意に基づいたココ・ファームのワイン造りを学んだ。[12]
- 坪田満博（VOTANO WINE)　ココ・ファームで修行を重ね、ブルース・ガットラヴ(当時の醸造長)からワイン醸造を、ドメーヌ・タカヒコの曽我貴彦(当時の農場長)から栽培を学んだことが、ワイン造りの礎になっている。[13]

## 書籍
- 「ブルース、日本でワインをつくる」ブルース・ガットラヴ 聞き書き 木村博江（新潮社　2014年11月15日）

## 出演
- WOWOW「ノンフィクションW　世界を酔わせたワイン醸造師 〜北海道のテロワールに魅せられて〜」（ナレーション・大泉洋　2013年6月21日）[14]

## 利用情報
- 所在地 - 北海道岩見沢市栗沢町上幌1123番地10[2]
- 敷地面積 - 2.3ヘクタール[4]
- 定休日 - 無休、9月〜11月は休止[15]
- ワイナリーの見学・ぶどう畑の見学 - 9月〜11月は休止、予約必要[15]

## ぶどう畑（自社管理）
- 風ぶどう畑（赤ワイン用畑） - 1.0ヘクタール - ピノ・ノワール、ピノ・ムニエ、プールサール、ガメイ[4]
- 森ぶどう畑（白ワイン用畑） - 0.4ヘクタール - ソーヴィニヨン・ブラン、ピノ・グリ、オーセロワ、アリゴテ、シュナン・ブラン、サバニャン、グリューナ・フェルトリーナ[4]

## 交通アクセス
- JR室蘭本線 - 栗沢駅よりタクシー約15分
- JR函館本線 - 室蘭駅よりタクシー約2時間